# Рувруа (Па-де-Кале)
Рувруа (фр. Rouvroy) — коммуна во Франции, регион О-де-Франс, департамент Па-де-Кале, округ Ланс, кантон Арн, в 9 км к юго-востоку от Ланса, в 6 км от автомагистралей А1 "Нор" и А21 "Рокад Миньер".
Население (2018) — 8 912 человек.

## Достопримечательности
Церковь Святого Людовика, построенная в 1930 году на месте старинной церкви, разрушенной, как и большая часть города, во время Первой мировой войны. В 2012 году включена в список Всемирного наследия ЮНЕСКО в составе 109 объектов угольного бассейна региона Нор-Па-де-Кале.

## Экономика
Структура занятости населения:
- сельское хозяйство - 0,0 %
- промышленность - 7,2 %
- строительство - 25,4 %
- торговля, транспорт и сфера услуг - 36,0 %
- государственные и муниципальные службы - 31,4 %

Уровень безработицы (2017) — 22,2 % (Франция в целом — 13,4 %, департамент Па-де-Кале — 17,2 %). 

Среднегодовой доход на 1 человека, евро (2017) — 16 200 (Франция в целом — 21 110, департамент Па-де-Кале — 18 610).

## Демография
Динамика численности населения, чел.

## Администрация
Пост мэра Рувруа с 2016 года занимает член Коммунистической партии Валери Кювилье (Valérie Cuvillier). На муниципальных выборах 2020 года возглавляемый ею список коммунистов победил в 1-м туре, получив 73,15 % голосов.
| Период | Период | Фамилия        | Партия                  | Примечания                                     |
| ------ | ------ | -------------- | ----------------------- | ---------------------------------------------- |
| 1965   | 1977   | Огюст Пиду     |                         |                                                |
| 1977   | 2001   | Ив Кокель      | Коммунистическая партия | член Генерального совета департамента, сенатор |
| 2001   | 2016   | Жан Ажа        | Коммунистическая партия | член Совета региона Нор-Па-де-Кале             |
| 2016   |        | Валери Кювилье | Коммунистическая партия | учительница                                    |

## Ссылки

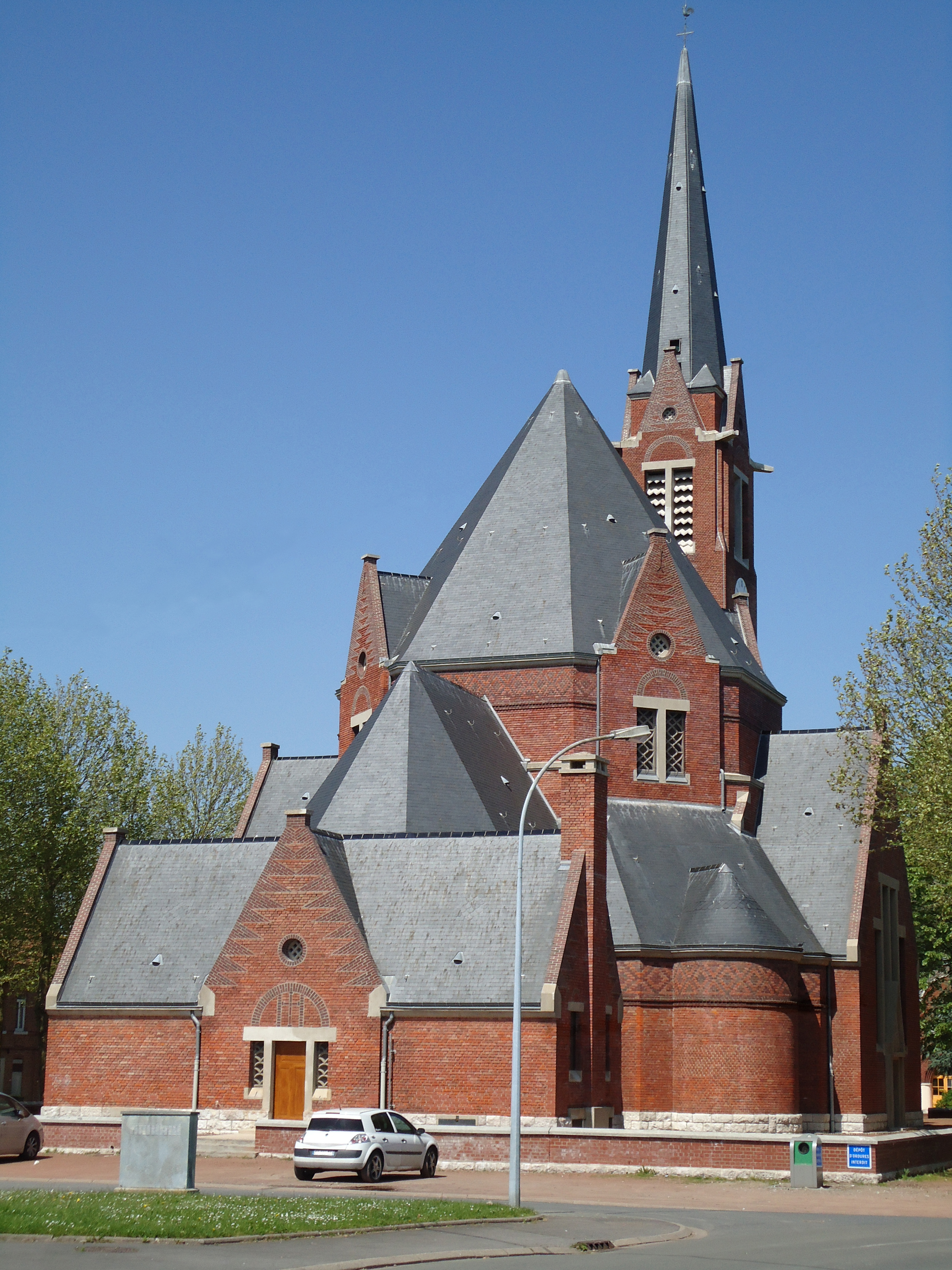
Церковь Святого Людовика

## Города-побратимы
- Либёнж, Польша